# 青山恭子 (女優)
青山 恭子（あおやま きょうこ、1953年4月13日 - ）は、富山県出身の女優、画家である。公益社団法人二科会の同人。1978年から1992年ごろまで女優として映画、ドラマで活躍。1990年代前半から画家に転身。ファッションモデルの青山恭子、AV女優の青山恭子とは同名異人。

## 来歴
1978年に『四畳半・猥褻な情事』に出演。また田中登監督の『天使のはらわた　名美』にも出演した。日活ロマンポルノやテレビ・ドラマで活躍。その後、画家に転身した。
1996年、二科会会員　織田広比古(2009没)に師事。父親は織田広喜(2012没)。国立新美術館での二科展(例年9月の第一週水曜日から始まるに)毎年出品。他公募展出品、受賞歴有。
作風は幻想的な裸婦画が多い。

## 主な出演作品

### テレビドラマ
- 『元気です』ポーラテレビ小説
- 『探偵物語』(1979)/松田優作主演
- 『プロハンター』(1981)/草刈正雄、藤竜也主演
- 『法医学教室の事件ファイル』(1992)第1シリーズ第7話
- 『大江戸捜査網』『ハングマン』『眠狂四郎無頼控』

### 映画
- 『四畳半・猥褻な情事』(1978)
- 『天使のはらわた　名美』(1979)田中登監督、鹿沼えり主演
- 『団鬼六　縄と肌』(1979)
- 『宇野こう一郎の熱く湿って』(1979)
- 『果てしなき絶頂』加藤彰監督、「青山恭子主演」
- 『ピンクサロン好色五人女』田中登監督
- 『愛の白昼夢』[3](1980)
- 『モアセクシー獣のように』(1981)畑中葉子主演
- 『キャバレー日記』(1982)竹井みどり主演
- 『女暗黒拷問史』「青山恭子主演」
- 『秘色リース妻』(1984)

### 舞台
『森は生きている』『どん底』『ガリレオガリレイの生涯』『茨木のり子詩集-朗読会』他